# Pichlern
Pichlern je naselje v Občini Sokovo v Okraju Trg na Koroškem v Avstriji.